# 2. hokejová liga
A 2. hokejová liga (hivatalos nevén: 2. Slovenská hokejová liga, röviden: 2. SHL, magyarul gyakran: 2. jégkorongliga) Szlovákia harmadosztályú jégkorongbajnoksága. 1993-ban alakult a Szlovák Jégkorongszövetség rendezésében. A bajnokság keleti és nyugati csoportra oszlik, amiben 7 és 8 csapat játszik. A bajnokság kiesés-feljutás rendszerben működik, a liga győztese felkerül a következő szezonban a másodosztályú TIPOS Slovenská hokejová ligába. A 2024–2025-ös szezon rájátszásának győztese az MHA Martin volt.
A liga a története során működött nemzetközi ligaként is, szerepelt a bajnokságban korábban csapat Magyarországról és Lengyelországból is.

## Története
A bajnokság 1993-ban jött létre Csehszlovákia felbomlása után függetlenedő Szlovákiában a 2. Slovenská národná hokejová ligát váltva. A korábbi bajnokság 1992-93-as szezonjában az első négy helyen végző csapat a másodosztályú 1. hokejová ligába került, a többi csapat új csapatokkal egyetemben a 2. hokejová ligában folytatták a játékot.
Az 1993-94-es szezonban az alapszakaszban a nyugati csoportban a HC Univerzita Bratislava, a középsőben az ŠK Matador Púchov, a keletiben a HC CompAct Rožňava nyert. Az osztályozó csoport első két helyén a HK PPS Detva és az ŠK Matador Púchov végzett, így feljutva a másodosztályba.
Az 1994-95-ös szezonban az alapszakaszban a nyugati csoportban a Spartak BEZ Bratislava, a középsőben a HK Medokýš Turčianske Teplice, a keletiben a HC CompAct Rožňava nyert. Az osztályozó csoport első helyén a HC Polygón Nitra nyert, így feljutva a másodosztályba.
Az 1995-96-os szezonban az alapszakaszban a nyugati csoportban a HK Spartak BEZ Danubia Invest Bratislava, a középsőben a HK Medokýš Turčianske Teplice, a keletiben a HK Agro White Lady Levoča nyert. Az osztályozó csoport első helyén a HK Spartak BEZ Danubia Invest Bratislava végzett, így feljutva a másodosztályba.
Az 1996-97-es szezonban az alapszakaszban a nyugati csoportban a Retir Sľažany, a középsőben a HK Slovan Trstená, a keletiben a HK VTJ Wagon Slovakia Trebišov nyert. Az osztályozó csoport első helyén HK VTJ Wagon Slovakia Trebišov végzett, így feljutva a másodosztályba.
Az 1997-98-as szezonban az alapszakaszban a nyugati csoportban a KĽŠ Spartak Trnava, a középsőben a HKm Zvolen B, a keletiben a HKm Humenné nyert. Az osztályozó csoport első helyén a HKm Zvolen B végzett, így feljutva a másodosztályba.
Az 1998-99-es szezonra a három csoport helyett egy csoportba sorolták a csapatokat, mert több klub is visszalépett a bajnokságtól. Az alapszakaszt a HK 95 Považská Bystrica nyerte, azonban a feljutásért játszott osztályozókon alulmaradt a HK VTJ Wagon Slovakia Trebišov ellen.
Az 1999-00-es szezonra a csapatok két csoportba voltak sorolva. A nyugati csoportban a HK 95 Považská Bystrica, a keletiben a HK Wagon Slovakia Trebišov nyert. Az osztályozó csoport első helyén a HK Wagon Slovakia Trebišov végzett, feljutva a másodosztályba.
A 2000-01-es szezonra a csapatok három csoportba voltak sorolva. Az alapszakaszban a nyugati csoportban a HK 95 Považská Bystrica, a középsőben a HKm Detva, a keletiben a HK Spišská Nová Ves B nyert, azonban mivel a másodosztályban a HK Spišská Nová Ves csapata játszott, így a betétcsapata nem játszhatott az osztályozó csoportban. A feljutásért játszott osztályozókon az HK 95 Považská Bystrica nyert, a HK ŠKP Žilina B és a HKm Detva csapatával együtt jutott fel a másodosztályba.
A 2001-02-es szezonban az alapszakaszban a nyugati csoportban a HK Ružinov 99 Bratislava, a keletiben a HK 32 Liptovský Mikuláš B nyert. Az osztályozókon HK Ružinov 99 Bratislava győzte le a HK 32 Liptovský Mikuláš B csapatát 2-0-ás összesítésben, így feljutva a másodosztályba.
A 2002-03-as szezonban az alapszakaszban a nyugati csoportban az ŠHK 37 Piešťany, a keletiben a HK Brezno nyert. Az osztályozókon a ŠHK 37 Piešťany győzte le a HK Brezno csapatát 2-0-ás összesítésben, így feljutva a másodosztályba.
A 2003-04-es szezonban az alapszakaszban a nyugati csoportban a HK Trnava, a keletiben a HK Brezno nyert. Az osztályozókon a HK Trnava győzte le a HK Brezno csapatát 2-0-ás összesítésben, így feljutva a másodosztályba.
A 2004-05-ös szezonban az alapszakaszban a nyugati csoportban a HK Lokomotíva Nové Zámky, a keleti csoportban a HKm Humenné nyert. Az osztályozókon a HKm Humenné győzte le a HK Lokomotíva Nové Zámky csapatát 2-0-ás összesítésben, így feljutva a másodosztályba.
A 2005-06-os szezonban az alapszakaszban a nyugati csoportban a HK Ružinov 99 Bratislava, a keletiben a MHK VTJ Kežmarok nyert. Az osztályozókon a HK Ružinov 99 Bratislava győzte le a MHK VTJ Kežmarok csapatát 2-0-ás összesítésben, így feljutva a másodosztályba.
A 2006-07-es szezonban az alapszakaszban mindkét csoportban első hat helyen végzett csapatok a csoportonkénti középszakaszban játszottak, aminek első helyén végzett két csapat az osztályozókon vett részt. Az alapszakaszt és a középszakaszt a nyugati csoportban az ŠK Matterhorn Púchov, a keleti csoportban a HC 46 Bardejov nyerte. Az osztályozókon  HC 46 Bardejov győzte le a ŠK Matterhorn Púchov csapatát 2-0-ás összesítésben, így feljutva a másodosztályba.
A 2007-08-as szezonban az alapszakaszt és a középszakaszt a nyugati csoportban a HK Púchov, a keletiben a HK 07 Detva nyerte. Az osztályozókon a HK 07 Detva győzte le a HK Púchov csapatát 2-0-ás összesítésben, így feljutva a másodosztályba.
A 2008-09-es szezonban az alapszakaszt és a középszakaszt a nyugati csoportban a HK Púchov, a keletiben a HK Brezno nyerte. Az osztályozókon a HK Brezno győzte le a HK Púchov csapatát 2-1-es összesítésben, így feljutva a másodosztályba.
A 2009-10-es szezonban az alapszakaszban a nyugati csoportban a Dynamax Nitra, a középsőben a HK Púchov, a keletiben a HKM Rimavská Sobota nyert. Az osztályozó csoportot Dynamax Nitra nyerte, azonban nem indult a következő szezonban a másodosztályban.
A 2010-11-es szezonban az alapszakaszban a nyugati csoportban a Dynamax Nitra, a középsőben a HK Púchov, a keletiben az MHK Ružomberok nyert. Az osztályozó csoportot a HK Púchov nyerte, így feljutva a másodosztályba.
A 2011-12-es szezonban az alapszakaszban a nyugati csoportban a HK Iskra Partizánske, a keletiben a HKM Rimavská Sobota nyert. Az osztályozókon a HK Iskra Partizánske győzte le a HKM Rimavská Sobota csapatát 2-1-es összesítésben, a feljutásért játszott mérkőzéseken a másodosztály utolsó helyezettje, a HK Trebišov 4-0-ás összesítésben győzte le a HK Iskra Partizánske csapatát, így megőrizve a helyét a másodosztályban.
A 2012-13-as szezonban az alapszakaszban a nyugati csoportban a Dynamax Nitra, a keletiben az MŠK Hviezda Dolný Kubín nyert. Az osztályozókon az MŠK Hviezda Dolný Kubín győzte le a Dynamax Nitra csapatát 2-0-ás összesítésben, azonban a feljutásért játszott mérkőzéseken a másodosztály utolsó helyezettje, a HK Trebišov 4-2-es összesítésben győzte le az MŠK Hviezda Dolný Kubín csapatát, így megőrizve a helyét a másodosztályban.
A 2013-14-es szezonban az alapszakaszban a nyugati csoportban az MHK Dubnica, a keletiben az MHK Bemaco Humenné nyert. MHK Dubnica nyert. Az osztályozókon az MHK Dubnica győzte le a MHK Bemaco Humenné csapatát 2-0-ás összesítésben, azonban a feljutásért játszott mérkőzéseken a másodosztály utolsó helyezettje, a HC Topoľčany 4-3-as összesítésben győzte le az MHK Dubnica csapatát, így megőrizve a helyét a másodosztályban.
A 2014-15-ös szezonban az alapszakaszban a nyugati csoportban a HC Mikron Nové Zámky, a keletiben az MHK Bemaco Humenné nyert. Az osztályozókon a HC Mikron Nové Zámky győzte le az MHK Bemaco Humenné csapatát 2-1-es összesítésben, így feljutva a másodosztályba.
A 2015-16-os szezonban az alapszakaszban a nyugati csoportban a HK 96 Nitra, a keletiben az MŠK Hviezda Dolný Kubín nyert. A rájátszásban HK 96 Nitra győzte le a MHk 32 Liptovský Mikuláš "B" csapatát 2-0-ás összesítésben, azonban mivel a MHK Humenné csapata a másodosztályban a megsérült stadionja miatt visszavonult a szezonból, ezért nem volt feljutás a harmadosztályból.
A 2016-17-es szezonban nemzetközivé vált a bajnokság a budapesti székhelyű Kanadai Magyar Hokiklub csatlakozásával. Az alapszakaszban a nyugati csoportban az MHK Dubnica nad Váhom, a keletiben az MHK Humenné nyert. A rájátszásban a MHK Dubnica nad Váhom győzte le a MHK Humenné csapatát 2-1-es összesítésben. A másodosztályba a győztes Dubnica nad Váhom és a döntős Humenné csapata is feljutott, azonban a Humenné csapatának nem volt utánpótláscsapata, ezért a harmadosztályban folytatta a következő szezont.
A 2017-18-as szezonban újabb külföldi csapat csatlakozott a ligához, a lengyelországi sanoki székhelyű KH 58 Sanok. Az alapszakaszban a nyugati csoportban az MŠK Púchov, a keletiben az MHK Humenné nyert. A rájátszásban a MHK Humenné győzte le az MHK-Martin csapatát 3-1-es összesítésben. A másodosztályban lévő kevés csapat miatt nem tartották meg az osztályzó mérkőzéseket, a győztes Humenné és a döntős MHK-Martin is feljutott automatikusan a másodosztályba.
A 2018-19-es szezonban a Kanadai Magyar Hokiklub már nem vett részt. Az alapszakaszban a nyugati csoportban az HK Levice, a keletiben a HKM Rimavská Sobota nyert. A rájátszásban a HK Levice győzte le a HKM Rimavská Sobota csapatát 2-1-es összesítésben. A feljutásért játszott osztályozókon a másodosztály utolsó helyezettjét, a HC Prešov csapatát győzte a HK Levice 4-1-es összesítésben, így feljutva a másodosztályba.
A 2019-20-as szezonban az alapszakaszban a nyugati csoportban az MŠK Púchov, a keletiben a HKM Rimavská Sobota nyert, a rájátszás döntőjébe a HC 19 Humenné és a HK MŠK Indian Žiar nad Hronom jutott be, azonban 2020. március 12-én a Szlovák Jégkorongszövetség döntése alapján megszakították a rájátszást a Covid-19 járványra hivatkozva. Győztest nem hirdettek.
A 2020-21-es szezonban az alapszakaszt 1 lejátszott meccs után megszakították, győztest nem hirdettek.
A 2021-22-es szezonban az alapszakaszban a nyugati csoportban az MŠK Púchov, a keletiben a HK Steel Team Trebišov nyert. A rájátszásban a HK Steel Team Trebišov legyőzte a HKM Rimavská Sobota csapatát 3-0-ás arányban. A feljutásért játszott osztályozókon a másodosztály utolsó helyezettje, a HK Brezno legyőzte a Trebišov csapatát 4-3-as összesítésben, így megőrizve helyét a másodosztályban.
A 2022-23-as szezonban az alapszakaszban a nyugati csoportban az HK Detva, a keletiben a HK Steel Team Trebišov nyert. A rájátszásban a HKM Rimavská Sobota győzte le a HK Detva csapatát 3-1-es összesítésben, így feljutva a másodosztályba.
A 2023-24-es szezonban az alapszakaszban a nyugati csoportban az MŠK Púchov, a keleti csoportban a HK Detva nyert., A rájátszás döntőjében az MŠK Púchov a HK Detvát 3-2-es összesítésben győzte le, így feljutva a másodosztályba, azonban pénzügyi okok miatt a csapat vezetése nem vállalta az indulást a másodosztályban, így a döntős HK Detva jutott fel a magasabb bajnokságba.
A 2024-25-ös szezonban az alapszakasz nyugati csoportjában a Hockey Club Dukla Senica, a keleti csoportjában a HK Bardejov nyert. A rájátszás döntőjében az MHA Martin a Hockey Club Dukla Senicát 3-0-s összesítésben győzte le.

## Lebonyolítás
A bajnokság két szakaszra van osztva, az alapszakaszra és a rájátszásra.

### Alapszakasz
Az alapszakasz első részében, mindkét csoportban a csapatok 1-1 meccset játszanak a többi csapattal. A nyugati csoportban ez csapatonként 14 mérkőzést jelent, míg a keletiben 10-et.

### Középszakasz

#### Felsőház
A felsőházba az alapszakasz két csoportjában az első három helyen végző csapat jut be. Mindegyik csapat 10 mérkőzést játszik, 1-1-et a többi felsőházban szereplő csapattal, otthon és idegenben. A felsőházba jutott csapatok mind bekerülnek a liga rájátszásába.

#### Alsóház
Az alsóház két csoportjába azok a csapatok jutnak, amelyek az nyugati csoportban a 4-7. helyen, a keleti csoportban pedig a 4-6. helyen végeztek az alapszakasz során. Az alsóház két csoportjában a csapatok ugyanúgy a földrajzi elhelyezkedésük szerint vannak beosztva, mint az alapszakaszban. Az alsóház két csoportjában az első helyen végző csapatok bejutnak a rájátszásba.

### Rájátszás
A rájátszásban 8 csapat játszik, 3 fordulón keresztül játszanak a bajnoki címért, illetve egy kiegészítő fordulóban a harmadik helyezésért. A rájátszás győztese a következő szezonban a TIPOS Slovenská hokejová ligában játszik.
A rájátszás ágrajza:
|  | Negyeddöntők | Negyeddöntők          | Negyeddöntők |  |  | Elődöntők | Elődöntők     | Elődöntők |  |  | Döntő | Döntő | Döntő |  |
|  |              |                       |              |  |  |           |               |           |  |  |       |       |       |  |
|  | 1.           | Felsőház 1. helyezett |              |  |  |           |               |           |  |  |       |       |       |  |
|  | 1.           | Felsőház 1. helyezett |              |  |  |           |               |           |  |  |       |       |       |  |
|  |              | Alsóház 1. helyezett  |              |  |  |           |               |           |  |  |       |       |       |  |
|  |              |                       |              |  |  |           |               |           |  |  |       |       |       |  |
|  |              |                       |              |  |  |           |               |           |  |  |       |       |       |  |
|  |              |                       |              |  |  |           |               |           |  |  |       |       |       |  |
|  | 4.           | Felsőház 4. helyezett |              |  |  |           |               |           |  |  |       |       |       |  |
|  | 4.           | Felsőház 4. helyezett |              |  |  |           |               |           |  |  |       |       |       |  |
|  | 5.           | Felsőház 5. helyezett |              |  |  |           |               |           |  |  |       |       |       |  |
|  | 5.           | Felsőház 5. helyezett |              |  |  |           |               |           |  |  |       |       |       |  |
|  |              |                       |              |  |  |           |               |           |  |  |       |       |       |  |
|  |              |                       |              |  |  |           |               |           |  |  |       |       |       |  |
|  | 2.           | Felsőház 2. helyezett |              |  |  |           |               |           |  |  |       |       |       |  |
|  | 2.           | Felsőház 2. helyezett |              |  |  |           |               |           |  |  |       |       |       |  |
|  |              | Alsóház 1. helyezett  |              |  |  |           |               |           |  |  |       |       |       |  |
|  |              |                       |              |  |  |           | Bronzmérkőzés |           |  |  |       |       |       |  |
|  |              |                       |              |  |  |           |               |           |  |  |       |       |       |  |
|  |              |                       |              |  |  |           |               |           |  |  |       |       |       |  |
|  | 3.           | Felsőház 3. helyezett |              |  |  |           |               |           |  |  |       |       |       |  |
|  | 3.           | Felsőház 3. helyezett |              |  |  |           |               |           |  |  |       |       |       |  |
|  | 6.           | Felsőház 6. helyezett |              |  |  |           |               |           |  |  |       |       |       |  |

### Játékszabályok
A 2006–07-es szezontól az alapszakasz mérkőzései nem érhetnek véget döntetlennel, a rendes játékidőt ilyen esetben ötperces hosszabbítás követi. Ha a hosszabbításban sem születik újabb gól, szétlövés következik, először öt játékossal mindkét csapatból, majd egyenlő számú találat esetén hirtelen halál dönt. Hosszabbítás vagy szétlövés után a rendes játékidő utáni eredményhez hozzáadnak egy gólt a győztes csapat javára. A rendes játékidőben megszerzett győzelemért három pont, a hosszabbításban szerzett győzelemért két pont, a hosszabbítás utáni vereségért egy pont, míg a rendes játékidő utáni vereségért nulla pont jár.

## Résztvevők

### Jelenlegi csapatok
A 2025-26-os szezonban részt vevő csapatok:
| Csoport | Csapat                             | Város       | Kerület                 | Jégcsarnok                                         | Férőhely | Alapítás éve | Vezetőedző                |
| --- | ---------------------------------- | ----------- | ----------------------- | -------------------------------------------------- | -------- | ------------ | ------------------------- |
| Nyugati | HC Prievidza (PRE)                 | Privigye    | Trencséni kerület       | Privigyei városi jégcsarnok                        | 3 986    | 1954         | Pavol Hečko               |
| Nyugati | Hockey Club Dukla Senica (SEH)     | Szenice     | Nagyszombati kerület    | Szenicei jégcsarnok                                | 3 000    | 1989         | Jozef Krišák              |
| Nyugati | HK Iskra Partizánske (PAR)         | Simony      | Trencséni kerület       | Simonyi jégcsarnok                                 |          | 1974         | Marek Adamik              |
| Nyugati | HK Slovan Levice (NAR)             | Léva        | Nyitrai kerület         | Lévai jégcsarnok                                   |          |              | Daniel Socha Martin Baran |
| Nyugati | HK Bratislava (BRA)                | Pozsony     | Pozsonyi kerület        | Pozsonyligetfalui jégcsarnok TIPOS aréna A csarnok |          | 2024         | Ján Jaško                 |
| Nyugati | HO Hamikovo O.Z. Hamuliakovo (HAM) | Gutor       | Pozsonyi kerület        | Gutori jégcsarnok                                  |          | 2010         | Radim Vintr               |
| Nyugati | MŠK Púchov (PUM)                   | Puhó        | Trencséni kerület       | Puhói jégcsarnok                                   | 1 943    | 1946         | Miroslav Nemček           |
| Nyugati | HK Trnava                          | Nagyszombat | Nagyszombati kerület    | Nagyszombati jégcsarnok                            |          |              |                           |
| Keleti | MHK AUTOCAR Dolný Kubín (DKB)      | Alsókubin   | Zsolnai kerület         | Alsókubini jégcsarnok                              | 500      | 1995         | Rudolf Huna               |
| Keleti | HK Bardejov (HHK)                  | Bártfa      | Eperjesi kerület        | Bártfai jégcsarnok                                 | 2 500    | 2016         | Matúš Luč                 |
| Keleti | HK Sabinov (SAV)                   | Kisszeben   | Eperjesi kerület        | Kisszebeni jégcsarnok                              |          | 1948         | Daniel Bortňák            |
| Keleti | HK Brezno (BRE)                    | Breznóbánya | Besztercebányai kerület | Breznóbányai jégcsarnok                            | 3 000    | 1935         | Matěj Češík               |
| Keleti | HC 07 Detva                        | Gyetva      | Besztercebányai kerület |                                                    |          |              |                           |
| Keleti | HKM Rimavská Sobota (RSO)          | Rimaszombat | Besztercebányai kerület | Rimaszombati jégcsarnok                            | 1 000    | 1995         | Andrej Péter              |
| Keleti | MHK Kežmarok (KEZ)                 | Késmárk     | Eperjesi kerület        | Késmárki jégcsarnok                                | 3 000    | 1931         | Michal Kostyšák           |
| Keleti | HK Steel Team Trebišov (TRE)       | Tőketerebes | Kassai kerület          | Tőketeberesi jégcsarnok                            | 4 238    | 2016         | Andrej Parfjonov          |
| Keleti | HK ESMARK Košice                   | Kassa       | Kassai kerület          |                                                    |          | 2025         | Miroslav Ihnačák          |
| Bardejov Púchov Dolný Kubín Sabinov Gelnica Kežmarok Brezno Hamuliakovo Rimavská Sobota Trebišov Partizánske Senica Bratislava Prievidza Levice A 2025–26-os szezon résztvevői · Nyugati csoport Keleti csoport |                                    |             |                         |                                                    |          |              |                           |

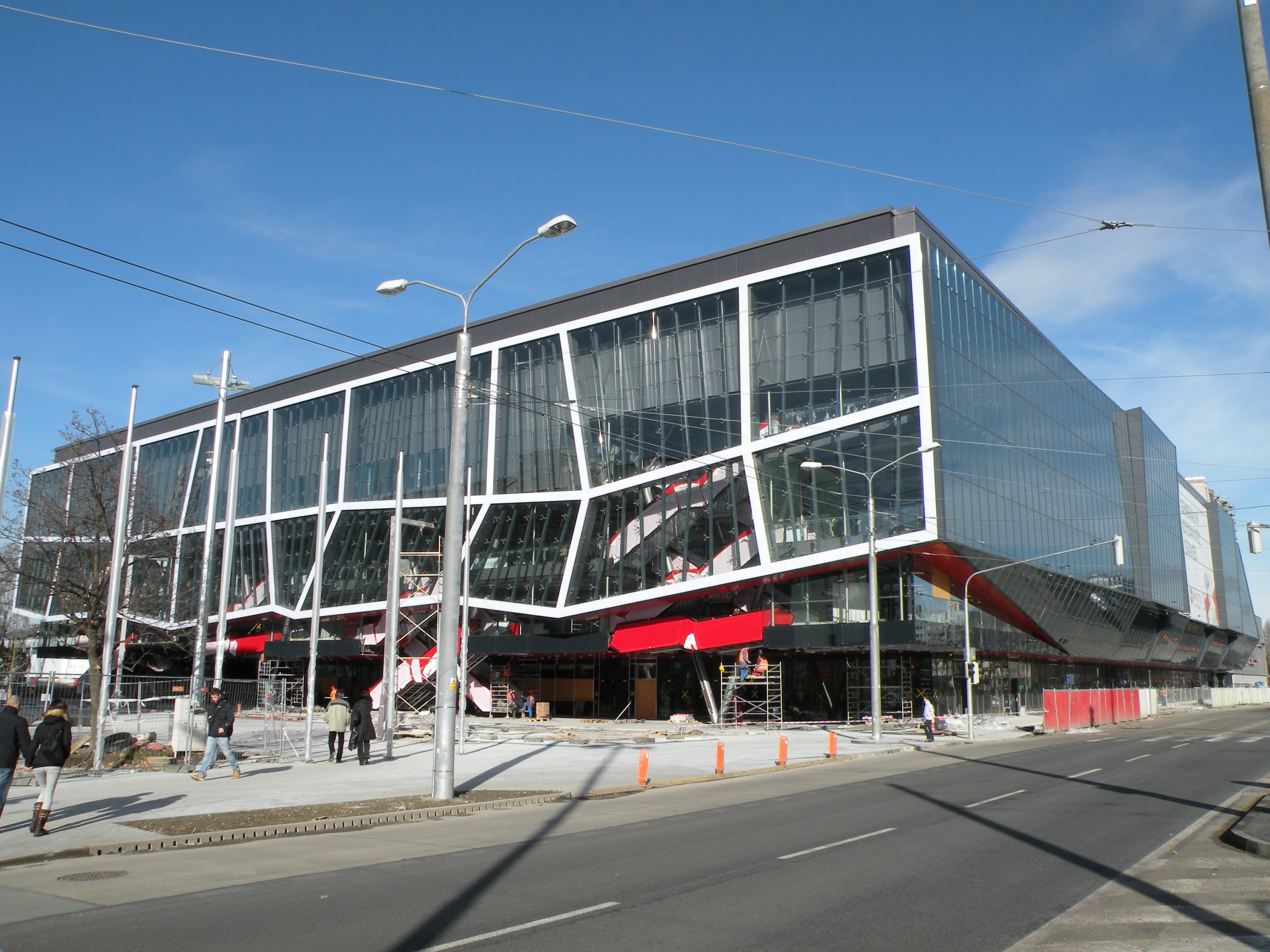
A pozsonyi TIPOS aréna
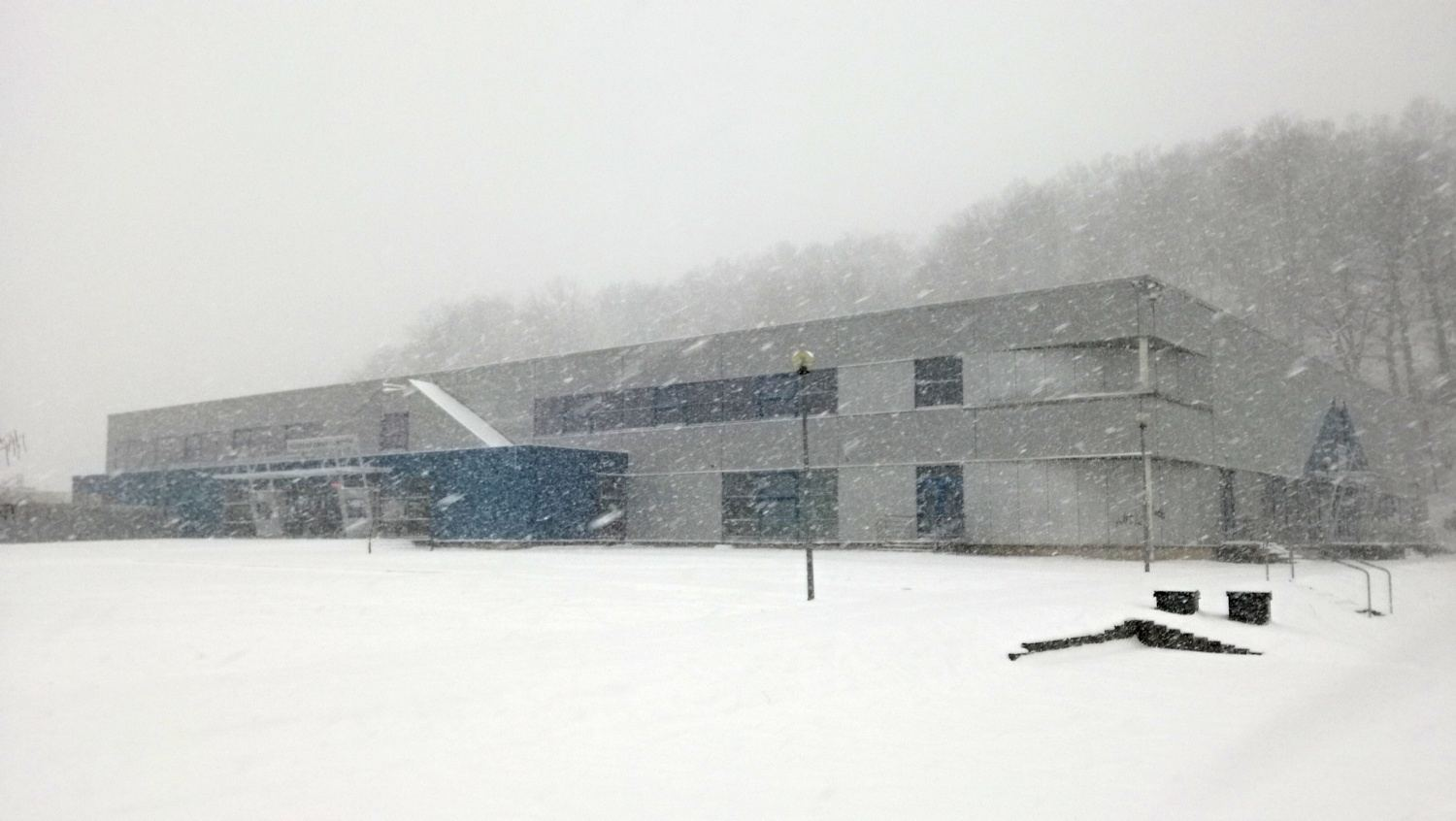
A bártfai városi jégcsarnok
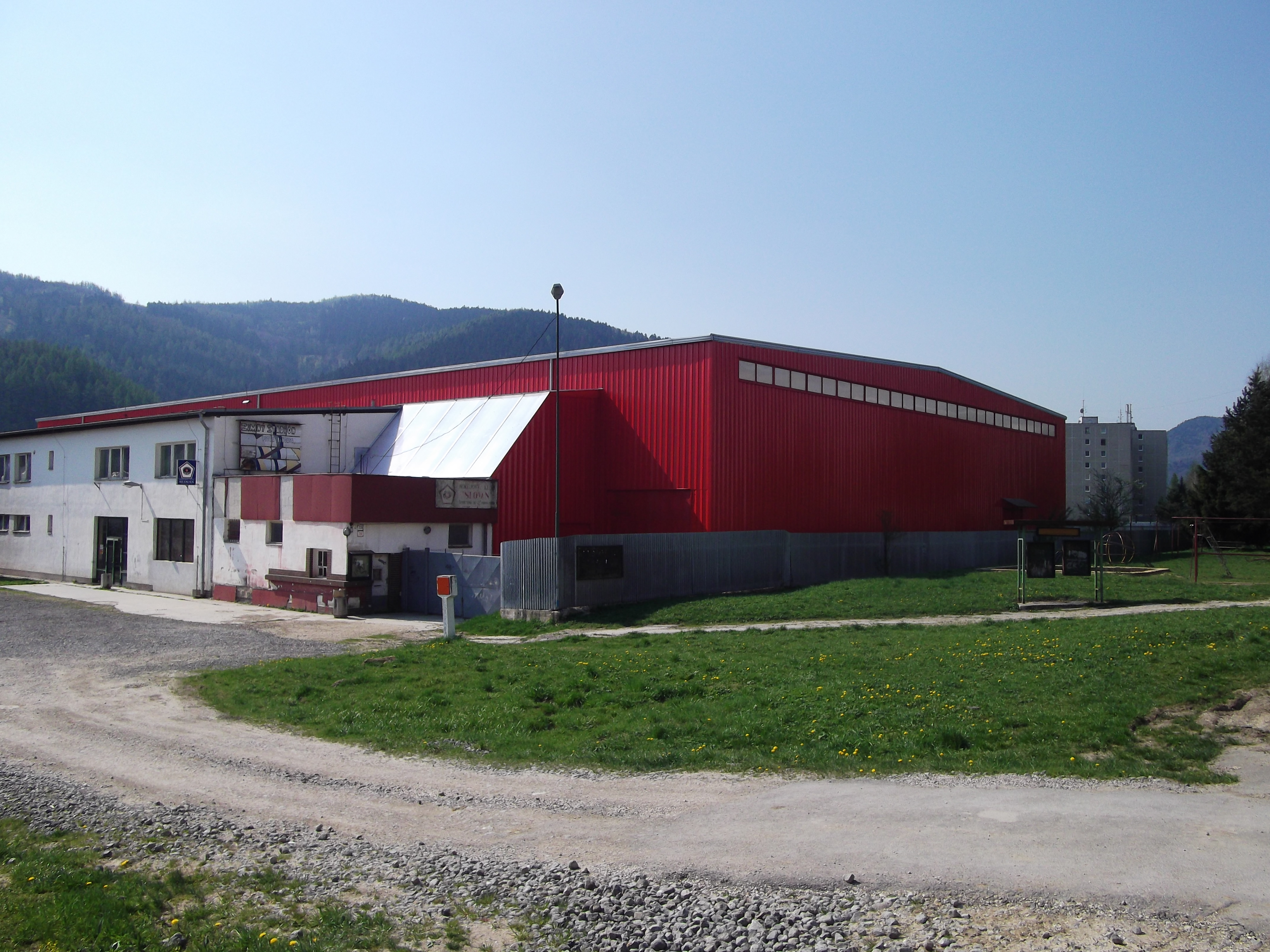
A gölnicbányai jégcsarnok
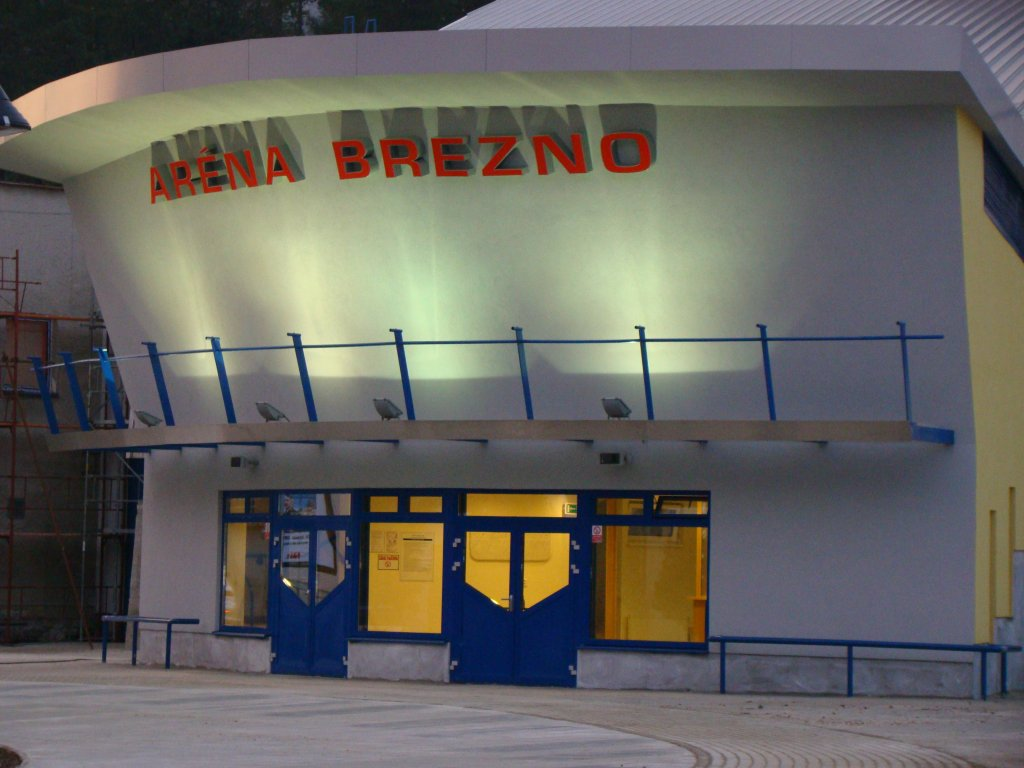
A breznóbányai jégcsarnok
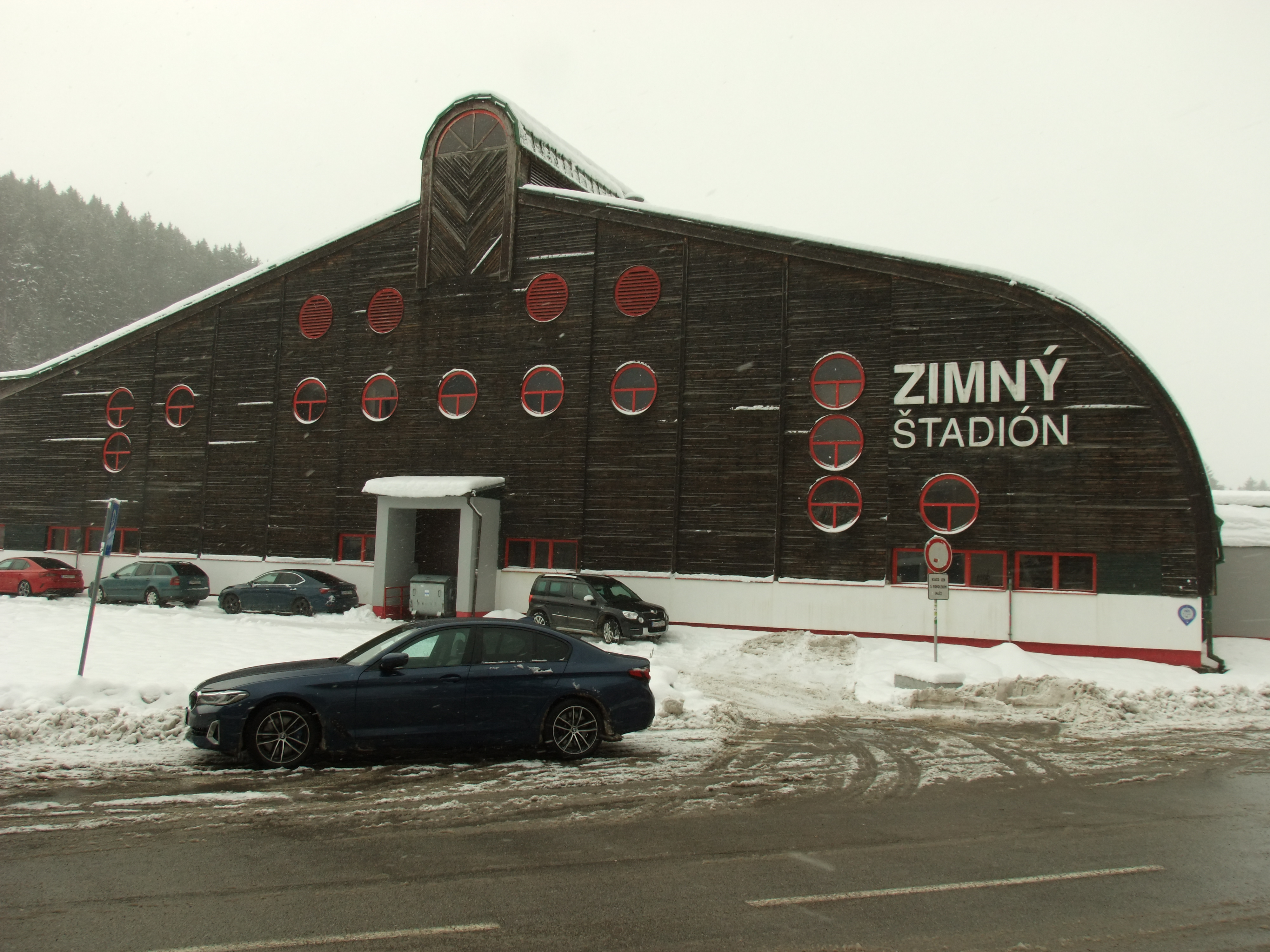
Az alsókubini jégcsarnok
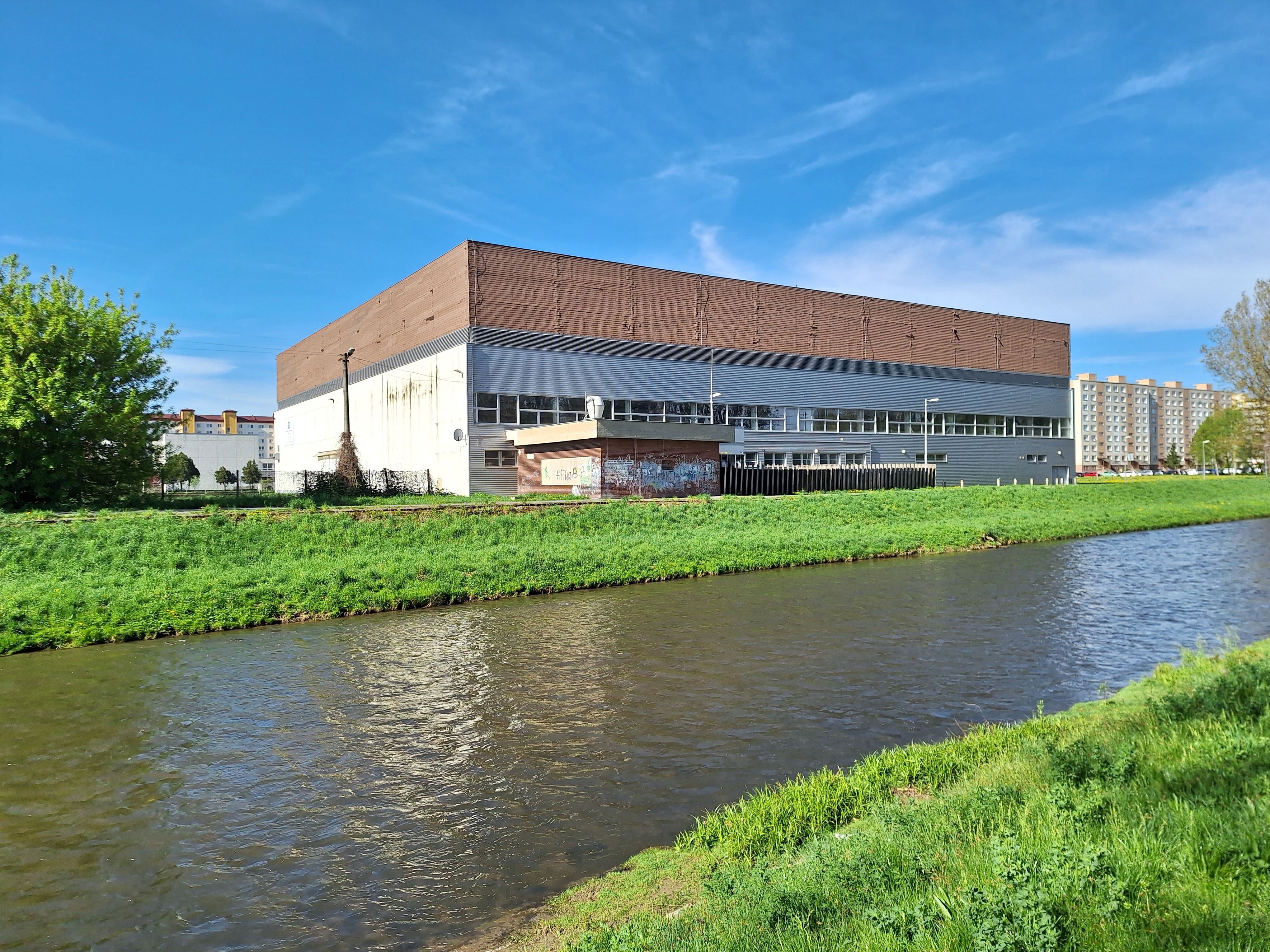
A rimaszombati jégcsarnok

### Korábbi csapatok
| Csapat                             | Város             | Jégcsarnok                    | Férőhely | Alapítás | Aktív évek |
| ---------------------------------- | ----------------- | ----------------------------- | -------- | -------- | ---------- |
| Kanadai Magyar Hokiklub            | Budapest          | Tüskecsarnok                  | 2 540    | 2012     | 2016-2018  |
| KH 58 Sanok                        | Sanok             | Arena Sanok                   | 5 000    | 1958     | 2017-2019  |
| HC Mikron Nové Zámky               | Érsekújvár        | Érsekújvári jégcsarnok        | 4 500    | 1965     | 2011-2015  |
| HC Lučenec                         | Losonc            | Losonci jégcsarnok            |          | 2021     |            |
| HK Delikateso Bratislava           | Pozsony           | Vladimír Dzurilla Jégcsarnok  | 3 500    | 2022     | 2022-2023  |
| MHk 32 Liptovský Mikuláš "B"       | Liptószentmiklós  | Liptószentmiklósi jégcsarnok  | 3 680    |          |            |
| ŠHK 37 Piešťany                    | Pöstyén           | Pöstyéni jégcsarnok           | 3 500    | 1937     |            |
| HK Brezno "B"                      | Breznóbánya       | Breznóbányai jégcsarnok       | 3 000    |          |            |
| HK Steel Team Trebišov             | Tőketerebes       | Tőketerebesi jégcsarnok       | 4 238    | 2016     |            |
| HK Košice                          | Kassa             | Crow Aréna                    |          |          |            |
| HK Čaňa                            | Hernádcsány       | Hernádcsányi jégcsarnok       |          |          |            |
| HK MŠK Indian Žiar nad Hronom      | Garamszentkereszt | Garamszentkereszti jégcsarnok |          |          |            |
| HK Spišská Nová Ves "B"            | Igló              | Iglói jégcsarnok              |          |          |            |
| PHC Budapest                       | Budapest          |                               |          |          |            |
| Bratislavský hokejový klub         | Pozsony           |                               |          |          |            |
| HC 19 Humenné                      | Homonna           | Homonnai jégcsarnok           | 3 150    | 2019     |            |
| HC Dynamax 96 Nitra                | Nyitra            | Nyitrai jégcsarnok            | 3 600    |          |            |
| HC Bratislava "B"                  | Pozsony           |                               |          |          |            |
| MHK Ružomberok                     | Rózsahegy         |                               |          |          |            |
| MHK Dubnica nad Váhom              | Máriatölgyes      | Máriatölgyei jégcsarnok       | 3 500    | 1942     |            |
| HC Bratislava                      | Pozsony           |                               |          |          |            |
| HC ’05 iClinic Banská Bystrica "B" | Besztercebánya    | Besztercebányai jégcsarnok    |          |          |            |
| HK Bratislava                      | Pozsony           |                               |          |          |            |
| HC Petržalka 2010                  | Pozsony           |                               |          | 2010     |            |
| MHK Blesky Detva                   | Gyetva            |                               |          |          |            |
| MHK Humenné                        | Homonna           | Homonnai jégcsarnok           | 3 150    |          |            |
| HC Bratislava RiverBlades          | Pozsony           |                               |          |          |            |
| AHK MI Ružinov Bratislava          | Pozsony           |                               |          |          |            |
| MHK Šaľa                           | Vágsellye         | Vágsellyei jégcsarnok         |          |          |            |
| HK Medokýš Turčianske Teplice      | Stubnyafürdő      | Stubnyafürdői jégcsarnok      |          | 1989     |            |
| MI HOBA Bratislava                 | Pozsony           |                               |          |          |            |
| HC Zlaté Moravce                   | Aranyosmarót      | Aranyosmaróti jégcsarnok      | 500      |          |            |
| HK Dukla Michalovce                | Nagymihály        | Nagymihályi jégcsarnok        | 4 000    | 1974     |            |
| MŠHK Prievidza "B"                 | Privigye          | Privigyei városi jégcsarnok   | 3 986    |          |            |
| HK Trnava                          | Nagyszombat       | Nagyszombati jégcsarnok       |          |          |            |
| HKm Zvolen C                       | Zólyom            | Zólyomi jégcsarnok            |          |          |            |
| HK ŠKP Žilina B                    | Zsolna            | Zsolnai jégcsarnok            |          |          |            |
| HK 95 Považská Bystrica            | Vágbeszterce      | Vágbesztercei jégcsarnok      | 2 400    | 1938     |            |
| HK Slávia 87 Stropkov              | Sztropkó          | Sztropkói jégcsarnok          |          |          |            |
| HK Liesek                          | Ljeszek           | Ljeszeki jégcsarnok           |          |          |            |
| HK Slovan Trstená                  | Trsztena          | Trsztenai jégcsarnok          |          |          |            |
| Retir Sľažany                      | Szelezsény        | Szelezsényi jégcsarnok        |          |          |            |
| HK Agro White Lady Levoča          | Lőcse             | Lőcsei jégcsarnok             |          |          |            |
| HK Pucov                           | Pucó              |                               |          |          |            |
| HK Apex Rožňava                    | Rozsnyó           | Rozsnyói jégcsarnok           |          |          |            |
| HK Chemko Strážske                 | Őrmező            |                               |          |          |            |
| HC Stavbár Vranov nad Topľou       | Varannó           | Varannói jégcsarnok           |          |          |            |
| HC Univerzita Bratislava           | Pozsony           |                               |          |          |            |
| HK Detva                           | Gyetva            | Gyetvai jégcsarnok            | 1 800    | 2007     |            |
| MHA Martin                         | Turócszentmárton  | Turócszentmártoni jégcsarnok  | 4 200    |          |            |
| HK Slovan Gelnica                  | Gölnicbánya       | Peter Bindas jégcsarnok       | 1 000    | 1949     |            |

## Szezonok
| No. | Szezon  | Csoportgyőztes                                          | Csoportgyőztes                                          | Csoportgyőztes                                                                  | Bajnok (feljutás a másodosztályba)                      |
|     |         | Nyugati                                                 | Központi                                                | Keleti                                                                          | Bajnok (feljutás a másodosztályba)                      |
| --- | ------- | ------------------------------------------------------- | ------------------------------------------------------- | ------------------------------------------------------------------------------- | ------------------------------------------------------- |
| 1.  | 1993–94 | HC Univerzita Bratislava                                | ŠK Matador Púchov                                       | HC CompAct Rožňava                                                              | HK PPS Detva és ŠK Matador Púchov                       |
| 2.  | 1994–95 | Spartak BEZ Bratislava                                  | HK Medokýš Turčianske Teplice                           | HC CompAct Rožňava                                                              | HC Polygón Nitra                                        |
| 3.  | 1995–96 | Spartak BEZ Bratislava                                  | HK Medokýš Turčianske Teplice                           | HK Agro White Lady Levoča                                                       | Spartak BEZ Bratislava                                  |
| 4.  | 1996–97 | Retir Sľažany                                           | HK Slovan Trstená                                       | HK VTJ Wagon Slovakia Trebišov                                                  | HK VTJ Wagon Slovakia Trebišov                          |
| 5.  | 1997–98 | KĽŠ Spartak Trnava                                      | HKm Zvolen "B"                                          | HKm Humenné                                                                     | HKm Zvolen "B"                                          |
| 6.  | 1998–99 | HK 95 Považská Bystrica                                 | HK 95 Považská Bystrica                                 | HK 95 Považská Bystrica                                                         | A HK 95 Považská Bystrica nem jutott fel                |
| 7.  | 1999–00 | HK 95 Považská Bystrica                                 |                                                         | HK VTJ Wagon Slovakia Trebišov                                                  | HK VTJ Wagon Slovakia Trebišov                          |
| 8.  | 2000–01 | HK 95 Považská Bystrica                                 | HKm Detva                                               | HK Spišská Nová Ves "B"                                                         | HK 95 Považská Bystrica, HK ŠKP Žilina "B" és HKm Detva |
| 9.  | 2001–02 | HK Ružinov 99 Bratislava                                |                                                         | HK 32 Liptovský Mikuláš "B"                                                     | HK Ružinov 99 Bratislava                                |
| 10. | 2002–03 | ŠHK 37 Piešťany                                         | HK Brezno                                               | ŠHK 37 Piešťany                                                                 |                                                         |
| 11. | 2003–04 | HK Trnava                                               | HK Brezno                                               | HK Trnava                                                                       |                                                         |
| 12. | 2004–05 | HK Lokomotíva Nové Zámky                                | HKm Humenné                                             | HKm Humenné                                                                     |                                                         |
| 13. | 2005–06 | HK Ružinov 99 Bratislava                                | MHK VTJ Kežmarok                                        | HK Ružinov 99 Bratislava, MHK VTJ Kežmarok, HK Lokomotíva Nové Zámky, HKm Detva |                                                         |
| 14. | 2006–07 | ŠK Matterhorn Púchov                                    | HC 46 Bardejov                                          | HC 46 Bardejov                                                                  |                                                         |
| 15. | 2007–08 | HK Púchov                                               | HC 07 Detva                                             | HC 07 Detva                                                                     |                                                         |
| 16. | 2008–09 | HK Púchov                                               | HK Brezno                                               | HK Brezno                                                                       |                                                         |
| 17. | 2009–10 | Dynamax Nitra                                           | HK Púchov                                               | HKM Rimavská Sobota                                                             | Dynamax Nitra (nem jutott fel)                          |
| 18. | 2010–11 | Dynamax Nitra                                           | HK Púchov                                               | MHK Ružomberok                                                                  | HK Púchov                                               |
| 19. | 2011–12 | HK Iskra Partizánske                                    |                                                         | HKM Rimavská Sobota                                                             | HK Iskra Partizánske                                    |
| 20. | 2012–13 | Dynamax Nitra                                           | MŠK Hviezda Dolný Kubín                                 | MŠK Hviezda Dolný Kubín                                                         |                                                         |
| 21. | 2013–14 | MHK Dubnica                                             | MHK Bemaco Humenné                                      | MHK Dubnica                                                                     |                                                         |
| 22. | 2014–15 | HC Mikron Nové Zámky                                    | MHK Bemaco Humenné                                      | HC Mikron Nové Zámky                                                            |                                                         |
| 23. | 2015–16 | HK 96 Nitra                                             | MHk 32 Liptovský Mikuláš "B"                            | HK 96 Nitra                                                                     |                                                         |
| 24. | 2016–17 | MHK Dubnica nad Váhom                                   | MHK Humenné                                             | MHK Dubnica nad Váhom                                                           |                                                         |
| 25. | 2017–18 | MŠK Púchov                                              | MHK Humenné                                             | MHK Humenné                                                                     |                                                         |
| 26. | 2018–19 | HK Levice                                               | HKM Rimavská Sobota                                     | HK Levice                                                                       |                                                         |
| 27. | 2019–20 | MŠK Púchov                                              | HKM Rimavská Sobota                                     | A döntő a COVID-19 járvány miatt elmaradt                                       |                                                         |
| 28. | 2020–21 | A bajnokság a COVID-19 járvány miatt nem lett befejezve | A bajnokság a COVID-19 járvány miatt nem lett befejezve | A bajnokság a COVID-19 járvány miatt nem lett befejezve                         | A bajnokság a COVID-19 járvány miatt nem lett befejezve |
| 29. | 2021–22 | MŠK Púchov                                              |                                                         | HK Steel Team Trebišov                                                          | HK Steel Team Trebišov                                  |
| 30. | 2022–23 | HK Detva                                                | HK Steel Team Trebišov                                  | HKM Rimavská Sobota                                                             |                                                         |
| 31. | 2023–24 | MŠK Púchov                                              | HK Detva                                                | HK Detva                                                                        |                                                         |
| 32. | 2024–25 | Hockey Club Dukla Senica                                |                                                         | HK Bardejov                                                                     | MHA Martin                                              |
| 33. | 2025–26 |                                                         |                                                         |                                                                                 |                                                         |

## Nézettség
| Szezon  | Helyezés               | Csapat                   | Teljes nézőszám | Átlagos nézőszám |
| ------- | ---------------------- | ------------------------ | --------------- | ---------------- |
| 2023–24 | A bajnokság nézettsége | A bajnokság nézettsége   | 81 351          | 511              |
| 2023–24 | 1.                     | Hockey Club Dukla Senica | 31 865          | 2 273            |
| 2023–24 | 2.                     | HK DOXXbet Detva         | 11 489          | 765              |
| 2023–24 | 3.                     | MHA Martin               | 7 593           | 759              |
| 2023–24 | 4.                     | MŠK Púchov               | 9 466           | 591              |
| 2023–24 | 5.                     | HK Bardejov              | 5 910           | 455              |
| 2024–25 | A bajnokság nézettsége | A bajnokság nézettsége   | 41 800          | 421              |
| 2024–25 | 1.                     | Hockey Club Dukla Senica | 9 887           | 1412             |
| 2024–25 | 2.                     | MHA Martin               | 8 154           | 1164             |
| 2024–25 | 3.                     | MHK AUTOCAR Dolný Kubín  | 3 660           | 610              |
| 2024–25 | 4.                     | HK Bardejov              | 2 880           | 480              |
| 2024–25 | 5.                     | MŠK Púchov               | 3 234           | 462              |

## All Star Game
| Dátum             | Helyszín          | 1. csapat                       | 2. csapat                       | Eredmény | Skill competition | Összesítés |
| ----------------- | ----------------- | ------------------------------- | ------------------------------- | -------- | ----------------- | ---------- |
| 2017. január 14.  | Rózsahegy         | Nyugati csapat (Richard Šechný) | Keleti csapat (Anton Lezo)      | 5:10     | 5:2               | 10:12      |
| 2018. január 20.  | Simony            | Nyugati csapat (Bystrík Ščepko) | Keleti csapat (Vladimír Mojdis) | 8:11     | 4:2               | 12:13      |
| 2019. március 16. | Késmárk           | Keleti csapat (Martin Segľa)    | Nyugati csapat (Lukáš Cvejn)    | 3:6      | 4:2               | 7:8        |
| 2020. január 25.  | Garamszentkereszt | Nyugati csapat (Jozef Stümpel)  | Keleti csapat (Martin Segľa)    | 8:11     | 3:2               | 11:13      |